# Yazalde Gomes Pinto
Yazalde Gomes Pinto (* 21. September 1988 in Vila do Conde), genannt Yazalde, ist ein ehemaliger portugiesischer Fußballspieler, der als Stürmer aktiv war.

## Karriere
Die Karriere von Yazalde begann beim Varzim SC, wo er im Jahr 2006 in den Kader der ersten Mannschaft kam, die seinerzeit in der Segunda Liga spielte. Nach nur zwei Einsätzen in seiner ersten Spielzeit kam er in den folgenden Jahren häufiger zum Zuge und konnte sich mehr und mehr als Torjäger auszeichnen. In der Hinrunde 2008/09 erzielte er fünf Tore in zwölf Spielen für sein Team, woraufhin ihn Erstligist Sporting Braga unter Vertrag nahm. Dieser verlieh ihn jedoch schon Anfang 2009 an Rio Ave FC in seine Heimatstadt, wo er erstmals Erstligaluft schnuppern konnte. Nach vier Toren in 15 Einsätzen in der Rückrunde 2008/09 kehrte er im Sommer 2009 nach Braga zurück, konnte sich in der nachfolgenden Halbserie aber nicht durchsetzen und kam nur dreimal zum Zuge. Sein Klub verlieh ihn an Ligakonkurrent und Aufsteiger SC Olhanense.
Nach seiner Rückkehr nach Braga im Sommer 2010 vereinbarte der Klub ein zweijähriges abermaliges Leihgeschäft mit Rio Ave FC. Dort wurde er zur Stammkraft im Sturm und steuerte in der Saison 2010/11 sechs Treffer zum achten Platz bei. Im Jahr darauf waren es derer acht, mit denen Rio Ave auf dem 14. Platz den Klassenverbleib sicherte. Yazalde kehrte im Sommer 2012 nach Braga zurück, kam in der Hinrunde 2012/13 aber nur in der zweiten Mannschaft des Klubs in der Segunda Liga zum Einsatz. Die Folge war ein erneutes Leihgeschäft – diesmal mit dem SC Beira-Mar, mit dem er die Spielzeit 2012/13 auf dem letzten Platz beendete und absteigen musste. Im August 2013 wurde er für ein Jahr an den rumänischen Erstligisten Astra Giurgiu ausgeliehen. Für Astra kam er in der Saison 2013/14 auf sieben Tore bei 26 Einsätzen und erreichte die Vizemeisterschaft hinter Steaua Bukarest. Kurz darauf verwandelte er im Pokalfinale im Elfmeterschießen den entscheidenden Elfmeter und gewann damit seinen ersten Titel. Nach seiner Rückkehr nach Braga verlieh ihn sein Klub im Sommer 2014 für ein Jahr an FK Qəbələ nach Aserbaidschan. Das Leihgeschäft endete im Januar 2015 jedoch vorzeitig. Braga verlieh ihn anschließend innerhalb der Primeira Liga an Gil Vicente FC. Mit Gil Vicente musste er am Ende der Spielzeit 2014/15 absteigen.
Im Sommer 2015 wurde Yazalde an Rio Ave FC transferiert. Mit seinem neuen Verein erreichte er in der Saison 2015/16 den sechsten Platz, der die Qualifikation zur Europa League bedeutete. Er blieb bis 2018 im Verein; anschließend schlossen sich etliche kurze Engagements in Portugal, Rumänien und Saudi-Arabien an.

## Erfolge
- Rumänischer Pokalsieger: 2014